# Ruža Petrović
Ruža Petrović (10 de octubre de 1911 –  24 de agosto de 1958) fue una militante croata antifascista y víctima de uno de los más atroces delitos fascistas en Istria.

## Juventud
Ruža Petrović nació como Roža Hrelja el 17 de octubre de 1911, en el pequeño pueblo de Hreljina, cerca de Žminj. Fue la mayor de ocho hermanos. Antes del inicio de la Segunda Guerra Mundial se casó con Josip Hrelja, con quien tuvo dos hijas, una de las cuales murió a los pocos meses de nacer. Luego de que Josip muriera antes de la guerra, Ruža se casó con Vazmoslav Paškvalin Petrović, oriundo del pequeño asentamiento de Režanci, en el pueblo de Svetvinčenat.

## Participación en el movimiento antifascista
Ruža Petrović ayudó a los Partisanos yugoslavos desde el comienzo de la ocupación de Istria por parte de la Italia Fascista. El 22 de julio de 1944, 25 fascistas italianos de Svetvinčenat irrumpieron en Režanci y buscaron la casa de los Petrović, porque sospechaban que ella, su marido y sus dos hermanos estaban ayudando a los Partisanos. Cuando encontraron más ropa y alimentos del que pensaron que su familia necesitaba, la arrestaron y forzaron a llevar todos los bienes extra que había almacenado en su casa al ejército Garrison, en Svetvinčenat. Allí, la torturaron brutalmente. A pesar de la severa tortura, Petrović no reveló ninguna información sobre los Partisanos. Después de ser liberada al día siguiente, mientras regresaba a su casa, un grupo de fascistas la detuvo a mitad de camino y comenzó a golpearla nuevamente. Luego de que le pegaron en el frente con un arma, cayó al suelo, y los fascictas la ataron alrededor de un árbol, donde finalmente uno de ellos clavó en sus ojos una daga. Fue encontrada por los vecinos y llevada primero al pueblo de Skitača, donde los Partisanos tenían su sede y hospital, y luego a la guardia quirúrgica del Hospital General de Pula, donde pasó 70 días en rehabilitación. Cuando fue dada de alta del hospital, Petrović volvió a unirse al movimiento antifascista, y, a pesar de la ceguera, ayudaba a los luchadores Partisanos tejiendo medias y camisetas y dándoles apoyo moral.
Previo a la masacre, Petrović fue elegida por el Frente Croata de Mujeres Antifascista de Istria (AFŽ) como delegada en la Primera Conferencia Regional AFŽ, que tuvo lugar el 7 de julio de 1944 en los bosques ubicados arriba de Rašpra, en el Kras. Además, fue miembro de la delegación de mujeres istrianas en el Congreso de Mujeres Croatas realizado en Zagreb en junio de 1945, donde dio el discurso de apertura y se reunió, entre otros, con el presidente Vladimir Nazor.

## Años más tardíos
Después de la Segunda Guerra Mundial, Petrović fundó la Asociación de Ciegos de Pula, donde trabajó como vicepresidente. Murió el 24 de agosto de 1958, a los 37 años, y fue enterrada en el cementerio de la ciudad de Pula.

## Legado
Muchas calles, plazas y parques en Istria llevan el nombre de Ruža Petrović, al igual que el Hogar para Niños Abandonados de Pula, desde que se estableció en 1945. En 1996, bajo el gobierno de la Unión Democrática Croata, el Ministerio de Juventud y Políticas Sociales retiró el apellido Petrović del nombre de esta institución. Sin embargo esta decisión fue revocada en 2013, cuando el Partido Socialdemócrata de Croacia llegó al poder. Un monumento fue levantado en su memoria en el lugar en que los fascista cometieron el cruel delito.